# مستشفى الملك فيصل التخصصي
مستشفى الملك فيصل التخصصي ومركز الأبحاث هو مستشفى تخصصي يقع في مدينة الرياض في المملكة العربية السعودية. يقدم المستشفى ومركز الأبحاث رعاية صحية أولية للمرضى المنومين والمُراجعين، ويشارك في العديد من الدراسات السريرية والبحثية. كما يعتبر من أفضل المستشفيات في المملكة العربية السعودية المتخصصة في كلٍّ من زراعة الأعضاء، وأمراض الأورام، وأمراض القلب، والأمراض العصبية، والأمراض الوراثية، ويبلغ عدد زيارات العيادات الخارجية حوالي 10,000 زيارة سنوياً ويضم أكثر من 1,600 سريراً ويشمل على 28 مستشفى مشارك في خدمات التعاون المحلي. كما يبلغ عدد الأطباء أكثر من 1,000 طبيب ويبلغ إجمالي عدد الموظفين أكثر من 13,000 موظف من 67 جنسية مختلفة. مستشفى الملك فيصل التخصصي ومركز الأبحاث معتمد من اللجنة المشتركة الدولية لاعتماد المنشآت الصحية، وحاصل على شهادة التميز في التمريض من مركز اعتماد وتقييم مهنة التمريض الأمريكي وغيرها من الجوائز والاعتمادات.
في 21 ديسمبر 2021 صدر أمر ملكي يقضي بتحويل المؤسسة العامة لمستشفى الملك فيصل التخصصي ومركز الأبحاث إلى مؤسسة مستقلة ذات طبيعة خاصة غير هادفة للربح ومملوكة للحكومة، باسم (مستشفى الملك فيصل التخصصي ومركز الأبحاث).

## تأسيس المستشفى
أُقيم المستشفى على أرضٍ تبرع بها الملك فيصل بن عبد العزيز آل سعود، حيث تبلغ مساحتها 450,000 متر مربع، قام الملك فيصل بوضع حجر الأساس في عام 1391هـ، وكان الهدف من بناء المستشفى تقديم الخدمات الصحية للمواطنين وعدم الحاجة للسفر إلى الخارج.

## بدايات تشغيله
بدأ تشغيل مستشفى الملك فيصل التخصصي ومركز الأبحاث في تاريخ 12 ربيع الثاني 1395هـ/22 إبريل 1975م، وكان يُطلق عليه المستشفى الأتوماتيكي لجودة التقنية المتوفرة فيه على مستوى الشرق الأوسط، ولقد مر المستشفى بسلسلة من المراحل أبرزها:
- في أوائل عام 1402هـ/الموافق أبريل عام 1982م افتتح خادم الحرمين الشريفين الملك فهد بن عبد العزيز آل سعود مركز الأبحاث.
- في عام 1404هـ/1984م افتتح أيضًَا الملك فهد مبنى العيادات الخارجية للمستشفى إضافة إلى ذلك الجناح الشرقي ومبنى التوسعة ومبنى أورام الأطفال.
- افتتح الملك سلمان بن عبد العزيز آل سعود حديقة غار المعذر في محرم 1416هـ بمساحة تبلغ 33,700 متر مكعب لتكون معلماً جمالياً للمستشفى.[3]

## موقع المستشفى وفروعه
- مستشفى الملك فيصل التخصصي ومركز الأبحاث (مؤسسة عامة) - الرياض.
- مستشفى الملك فيصل التخصصي ومركز الأبحاث (مؤسسة عامة) - جدة.
- مركز الملك فهد الوطني لأورام الأطفال والأبحاث – الرياض.
- مستشفى الملك فيصل التخصصي ومركز الأبحاث (مؤسسة عامة) – المدينة المنورة.

## التصنيف
- المركز الأول في العالم العربي وفي القطاع الصحي في قياس التحول للتعاملات الإلكترونية. [بحاجة لمصدر]
- متفوق الأداء في زراعة الأعضاء وأمراض القلب والأورام والأعصاب والأمراض الوراثية. [بحاجة لمصدر]
- المركز التاسع عالمياً كأفضل مركز تدريب إنقاذ الحياة. [بحاجة لمصدر]

## تاريخ المؤسسة
- 1975: افتتح الملك خالد بن عبد العزيز آل سعود رسمياً مستشفى الملك فيصل التخصصي ومركز الأبحاث.
- 1997: افتتاح مركز الملك فهد الوطني لأورام الأطفال.
- 2000: تشغيل مستشفى الملك فيصل التخصصي ومركز الأبحاث - فرع جدة.
- 2002: تحول مستشفى الملك فيصل التخصصي ومركز الأبحاث لمؤسسة عامة
- 2016: افتتاح مركز الملك عبد الله للسرطان وأمراض الكبد.
- 2019: افتتاح مستشفى الملك فيصل التخصصي ومركز الأبحاث – المدينة المنورة.
- 2021: أمر ملكي بتحويل المؤسسة العامة لمستشفى الملك فيصل التخصصي ومركز الأبحاث إلى مؤسسة مستقلة ذات طبيعة خاصة غير هادفة للربح ومملوكة للحكومة، باسم (مستشفى الملك فيصل التخصصي ومركز الأبحاث).

## رعاية المرضى والتعليم والبحث

### رعاية المرضى
بافتتاح المستشفى عام 1975م كانت رسالته تنص على «تقديم أعلى مستوى من الرعاية الصحية المتخصصة في بيئة تعليمية وبحثية متكاملة». وبعد أكثر من 42 عاماً لا يزال المستشفى يعمل بدأب على نهج هذه الرسالة. في الوقت الحاضر يبلغ عدد برامج الزمالة للأطباء المقيمين 22 برنامجاً معتمدة من مركز الدراسات العليا للتعليم الطبي. كما يتلقى المرضى في مستشفى الملك فيصل التخصصي ومركز الأبحاث التخصصي والمرجعي والذي يحتوي على أكثر من 1600 سرير على رعاية صحية متخصصة بأيدي مختصين مدربين يستخدمون أحدث التقنيات الطبية المتوفرة وأكثرها تطوراً؛ بما في ذلك آخر ما توصل عليه العلم في وحدات العناية المركزة، والمعدات الجراحية، ومختبرات إجراءات القلب الباضعة، ومختبرات الفيزيولوجيا الكهربية القلبية، ومختبرات التنظير، ووحدات غسيل الكلى، ووحدات التصوير بالرنين المغناطيسي، والتصوير المقطعي بالإصدار البوزيتروني، كما يتيح المستشفى للأطباء إمكانية الوصول والاستفادة من أحدث الإجراءات في عالم التقنية والأدوية السريرية ليكفل للمرضى أجود أنواع الرعاية الصحية. في فبراير 2019م وقع المستشفى اتفاقية تعاون مشترك مع المركز السعودي لاعتماد المنشآت الصحية "سباهي"، تنص على تبادل الخبرات في تحسين الرعاية الصحية للمرضى في المملكة والمحافظة على سلامتهم.

### التعليم
أحد الصفات المميزة لمستشفى الملك فيصل التخصصي ومركز الأبحاث هي تركيزها على التعليم والتدريب الطبي والتقني والإداري منذ البداية. يقدم مركز الدراسات العليا للتعليم الطبي العديد من برامج الزمالة والإقامة. يقدم المستشفى أيضاً برنامج ابتعاث تمكن الموظفين المؤهلين لمواصلة تدريبهم وتعزيز معرفتهم ومهاراتهم الطبية والتقنية والإدارية. كما يقدم المستشفى باستمرار فرص تعليمية متمثلة في دورات لتحسين المهارات الأساسية وإدارة الخدمات الصحية المساعدة في تخصصات كثيرة وبوابة الإلكترونية "iLearn" وشراكات قائمة مع معاهد تعليمية محلية ودولية. تقدم إدارة التعليم الطبي المستمر أنشطة تعليمية معتمدة للمستشفى بما في ذلك ندوات وورشات عمل ودورات. تشمل الجهات المعتمدة الهيئة السعودية للتخصصّات الصحية والأكاديمية الأمريكية للتعليم الطبي المستمر والكلية الملكية للأطباء والجراحين في كندا.

### مكتبة العلوم الصحية
توفر مكتبة العلوم الصحية خدمات معلوماتية شاملة لدعم البحث العلمي، والتعليم، ورعاية المرضى في مستشفى الملك فيصل التخصصي ومركز الأبحاث سواء على مستوى العاملين أو الطلاب، تحتوي على أكثر من 12,500 كتاب مطبوع، و 17,500 كتاب إلكتروني، و 10,500 صحف إلكترونية.

### تعليم طبي مستمر
يقدم مستشفى الملك فيصل التخصصي ومركز الأبحاث تعليم طبي مستمر يدعم كلاً من برامج تدريب الزمالة والإقامة والتعليم الطبي الجامعي لطلاب الطب.

### مركز تدريب إنقاذ الحياة
يوفر المركز التدريبي لإسناد الحياة مجموعة متكاملة من الدورات التدريبية على طريقة الإنعاش لمقدمي الرعاية الصحية في مستشفى الملك فيصل التخصصي ومركز الأبحاث (مؤسسة عامة وذلك تحت رعاية جمعية القلب الأمريكية). ويتمتع المركز بمستوى من الاحترافية ومعايير عالية ولذلك حصل على الجائزة الذهبية في عام 2016، باعتباره الجهة المنظمة للدورات التدريبية في طريقة الإنعاش لمقدمي الرعاية الصحية.

### مكتبة العلوم الصحية
ينشر مستشفى الملك فيصل التخصصي ومركز الأبحاث ثلاث مجلات عالمية محكمة، منها المدونات الطبية السعودية، ومجلة علم الدم والأورام، والمجلة العالمية لطب الأطفال واليافعين.

## مركز الأبحاث
مهمة مركز الأبحاث هي أن يكون مركزاً للتميز في أبحاث الطب الحيوي؛ لذلك يلتزم مركز الأبحاث بالتوجه نحو التقدم العلمي، وترجمة نتائج البحوث إلى أفضل رعاية صحية. كما يستقطب محترفين موهوبين من جميع أنحاء العالم ويمدهم بالوسائل ليطبقوا معاً أفكارهم الإبداعية مستخدمين أحدث التقنيات.
يتكون مركز الأبحاث من سبعة برامج:
1. أبحاث جينوم السرطان البشري لمركز الملك فهد الوطني لأورام الأطفال.
2. برنامج الطب الحيوي الجزيئي.
3. برنامج أبحاث القلب والأوعية.
4. برنامج المركز الوطني للتقنية الحيوية.
5. مركز أبحاث التوحد.
6. برنامج الخلايا الجذعية وهندسة الأنسجة.
7. أبحاث الصحة البيئية.

كما يتكون من تسعة أقسام:
1. الفيزياء الطبية الحيوية.
2. الإحصائيات الحيوية والوبائيات والحوسبة العلمية.
3. علم الأحياء الخلوي.
4. إدارة أخلاقيات الدراسة السريرية التجريبية.
5. الطب المقارن.
6. السايكلترون والأدوية المشعة.
7. العدوى والمناعة.
8. علم الوراثة.
9. قسم الأورام الجزيئي.

## مجالات التخصص
- مركز القلب.
- أمراض الأورام (للكبار).
- زراعة الأعضاء.
- أمراض الدم والأورام للأطفال.
- العلوم العصبية.
- الطب الوراثي.

## المنح
توجت المستشفى في عام 2024م من قِبل هيئة تنمية البحث والتطوير والابتكار بـ 5 منح بحثية ضمن برنامج دعم المختبرات البحثية في المملكة، الهادفة لتنمية البحث والتطوير والابتكار؛ بما يسهم في إيجاد تأثير اقتصادي يتماشى مع توجّهات رؤية المملكة 2030.